# Antun Lučić (mineralog)
Antun Lučić (Split, 9. rujna 1855. – Washington, SAD, 2. rujna 1921.), američki inovator hrvatskog podrijetla, pomorski časnik, mineralog, najzaslužniji za prvu naftnu bušotinu u Teksasu u mjestu Spindletop, kraj Beaumonta. Živeći u SAD-u, amerikanizirao je svoje ime u Anthony Francis Lucas (Francis je po ocu Franji) (javlja se i kao Lucich). Smatra se ocem naftnog inženjerstva u SAD-u.
Rodio se u Splitu, u obitelji kapetana Franje Lučića s otoka Hvara.
Završio je Politehničku visoku školu u Grazu, istu koju je prije njega pohađao Nikola Tesla, te je postao inženjer strojarstva.
Prijavio se u Austro-Ugarsku Mornaricu i postao mornarički časnik. Godine 1879. otišao je u SAD u posjet ujaku i nije se više vratio u mornaričku službu.
Zainteresirao se za rudarstvo - posebice za zlato i kamenu sol. Udubio se u mineralogiju i rudarstvo, te je počeo tražiti naftu prema svojim geološkim zamislima. Iako se drugi nisu slagali s njegovim teorijama, počeo je tragati za naftom vodeći se svojim zaključcima.
Tako se našao u Teksasu, gdje je bio uporan u rotacijskom bušenju s isplakom (koje je prvi primijenio). Konačno je ostvario uspjeh i nafta je eruptirala na polju u Spindletopu s dubine od 370 m, ujutro u 10:30 h,  10. siječnja 1901. godine.
Postavio je teoriju nakupljanja nafte u zamkama na rubovima solnih doma.

Njegovi pronalasci su: preventori, geokemijska prospekcija, prilagođavanje glinene isplake, komorno otkopavanje solnih ležišta.
Uvršten je među 200 najzaslužnijih Amerikanaca. Američki institut za rudarstvo i metalurgiju dodjeljuje svoje priznanje "Medalja A. Lucasa".
Njegov je lik i djelo dugo godina proučavao prof. Darko Žubrinić.

## Vanjske poveznice
- Hrvatski iseljenik bio je začetnik masovne eksploatacije nafte u Teksasu, a uvršten je i među 200 najzaslužnijih Amerikanaca
- Antun Lučić Hrvatska tehnička enciklopedija, portal hrvatske tehničke baštine. LZMK